# Skärvagtjärnen
Skärvagtjärnen är en sjö i Älvdalens kommun i Dalarna och ingår i Dalälvens huvudavrinningsområde. Sjön har en area på 0,08 kvadratkilometer och ligger 651,9 meter över havet. Sjön avvattnas av vattendraget Skärvagan.

## Delavrinningsområde
Skärvagtjärnen ingår i det delavrinningsområde (687199-131108) som SMHI kallar för Inloppet i Skärvagsjön. Medelhöjden är 680 meter över havet och ytan är 42,31 kvadratkilometer. Det finns inga avrinningsområden uppströms utan avrinningsområdet är högsta punkten. Skärvagan som avvattnar avrinningsområdet har biflödesordning 2, vilket innebär att vattnet flödar genom totalt 2 vattendrag innan det når havet efter 503 kilometer. Avrinningsområdet består mestadels av skog (91 procent). Avrinningsområdet har 0,09 kvadratkilometer vattenytor vilket ger det en sjöprocent på 1,3 procent.